# Безкровний Владислав Юрійович
Владислав Юрійович Безкровний — солдат бригади «Азов» НГУ. Кавалер ордену «За мужність» ІІІ ступеня 

## Життєпис
Народився 26 жовтня 2000 року в місті Кривий Ріг. Закінчив школу №12. Навчався на факультеті Механічної Інженерії та Транспорту КНУ. 
Після закінчення магістратури він долучився до війська. 
Служив у складі 4-го батальйону спеціального призначення бригади «Азов». Пройшов навчання і став оператором БПЛА. Потім потрапив у команду танкістів. 

## Сім'я
Батько і дядько Владислава також військовослужбовці

## Загибель
Загинув у Серебрянському лісництві на Донеччині, коли міна розірвалася у бліндажі. Він допомагав побратимам і потрапив під обстріл, у якому загинув разом з п’ятьма побратимами .   
Похорон відбувся 17 березня 2024 на Всебратському кладовищі в Кривому Розі 